# Somogy vármegyei 3. sz. országgyűlési egyéni választókerület
A Somogy vármegyei 3. sz. országgyűlési egyéni választókerület egyike annak a 106 választókerületnek, amelyre a 2011. évi CCIII. törvény Magyarország területét felosztja, és amelyben a választópolgárok egy-egy országgyűlési képviselőt választhatnak. A választókerület nevének szabványos rövidítése: Somogy 03. OEVK. Székhelye: Marcali

## Területe
A választókerület az alábbi településeket foglalja magába:
1. Alsóbogát
2. Balatonberény
3. Balatonboglár
4. Balatonfenyves
5. Balatonkeresztúr
6. Balatonlelle
7. Balatonmáriafürdő
8. Balatonszentgyörgy
9. Balatonújlak
10. Bodrog
11. Böhönye
12. Buzsák
13. Csákány
14. Csombárd
15. Csömend
16. Edde
17. Fonyód
18. Főnyed
19. Gadány
20. Gamás
21. Gyugy
22. Hács
23. Hetes
24. Hollád
25. Hosszúvíz
26. Kelevíz
27. Kéthely
28. Kisberény
29. Látrány
30. Lengyeltóti
31. Libickozma
32. Magyaregres
33. Marcali
34. Mesztegnyő
35. Mezőcsokonya
36. Nagybajom
37. Nagyszakácsi
38. Nemesdéd
39. Nemeskisfalud
40. Nemesvid
41. Nikla
42. Ordacsehi
43. Osztopán
44. Öreglak
45. Pálmajor
46. Pamuk
47. Polány
48. Pusztakovácsi
49. Sávoly
50. Somogyaszaló
51. Somogyfajsz
52. Somogygeszti
53. Somogyjád
54. Somogysámson
55. Somogysárd
56. Somogysimonyi
57. Somogyszentpál
58. Somogytúr
59. Somogyvámos
60. Somogyvár
61. Somogyzsitfa
62. Szegerdő
63. Szenyér
64. Szőkedencs
65. Szőlősgyörök
66. Tapsony
67. Táska
68. Tikos
69. Újvárfalva
70. Varászló
71. Várda
72. Vörs

## Országgyűlési képviselője
| Név                  | Párt                                         | Párt        | Terminus | Megjegyzés                                   |
| -------------------- | -------------------------------------------- | ----------- | -------- | -------------------------------------------- |
| Móring József Attila |                                              | Fidesz-KDNP | 2014 –   | A 2014-es országgyűlési választás eredménye: |
| Móring József Attila | A 2018-as országgyűlési választás eredménye: | Fidesz-KDNP | 2014 –   |                                              |
| Móring József Attila | A 2022-es országgyűlési választás eredménye: | Fidesz-KDNP | 2014 –   |                                              |

## Demográfiai profilja
| Iskolai végzettség                | Iskolai végzettség               | Iskolai végzettség | Iskolai végzettség | Iskolai végzettség |
| --------------------------------- | -------------------------------- | ------------------ | ------------------ | ------------------ |
|                                   |                                  |                    |                    | fő                 |
| Általános iskolát nem végezte el  | Általános iskolát nem végezte el |                    | 2256               | 2256               |
| Általános iskola                  | Általános iskola                 |                    | 15259              | 15259              |
| Szakmunkás                        | Szakmunkás                       |                    | 17387              | 17387              |
| Érettségi                         | Érettségi                        |                    | 18762              | 18762              |
| Diploma                           | Diploma                          |                    | 8701               | 8701               |
| A 2022. évi népszámlálás szerint. |                                  |                    |                    |                    |

A Somogy vármegyei 3. sz. választókerület lakónépessége 2022. október 1-jén 75 062 fő volt. A 2011-es és a 2022-es népszámlálás között 4505 fővel csökkent a választókerület lakosság száma. A választókerületben a korösszetétel alapján a legtöbben a középkorúak élnek 27 282 fővel, míg a legkevesebben a gyermekek 12 697 fővel. A választókerület lakosságának a 79,3%-nál van internet elérési lehetőség.
A legmagasabb befejezett iskolai végzettség szerint az érettségi végzettséggel rendelkezők élnek a legtöbben 18 762 fő, utánuk a következő nagy csoport a szakmunkások 17 387 fővel.
Gazdasági aktivitás szerint a lakosság közel fele foglalkoztatott 32 335 fő, második legjelentősebb csoport az inaktív keresők, akik főleg nyugdíjasok 22 028 fővel.
A választókerület legjelentősebb nemzetiségi csoportja a német 2404 fő, illetve a cigány 2018 fő. Magyar állampolgársággal nem rendelkező külföldi állampolgárok aránya 4,2%.
Vallási összetétel szerint a választókerületben lakók legnagyobb vallása a római katolikus (27 236 fő), valamint jelentős közösség még a reformátusok (2501 fő). A vallási közösséghez nem tartozók száma szintén jelentős (6098 fő), a választókerületben a második legnagyobb csoport a római katolikus vallás után.

## Országgyűlési választások

### 2014
A 2014-es országgyűlési választáson az alábbi jelöltek indultak:
| Jelölt neve                    | Jelölő szervezet          | Kapott szavazat | Százalék |
| ------------------------------ | ------------------------- | --------------- | -------- |
| Bakos Éva Gyöngyi              | A HAZA NEM ELADÓ          | 326             | 0,88     |
| Berta-Csikós Éva               | SZMP                      | 28              | 0,08     |
| Filák Péter                    | LMP                       | 1194            | 3,22     |
| Géresi Julianna                | SMS                       | 177             | 0,48     |
| Halmos Istvánné                | ÚMP                       | 30              | 0,08     |
| Harján Dávid                   | MSZP, EGYÜTT, DK, PM, MLP | 8497            | 22,91    |
| Klikkné Horváth Cecília Margit | KTI                       | 135             | 0,36     |
| Mátyás Balázs Máté             | JOBBIK                    | 8503            | 22,93    |
| Móring József Attila           | FIDESZ, KDNP              | 17 616          | 47,51    |
| Nagyillés Máté                 | SZOCDEMEK                 | 71              | 0,19     |
| Dr. Palócz Mihályné            | AQP                       | 19              | 0,05     |
| Piltner Zsolt                  | JESZ                      | 77              | 0,21     |
| Szamosvári Szabolcs Sándor     | FKGP                      | 127             | 0,34     |
| Támba Klaudia                  | ÖP                        | 63              | 0,17     |
| Tóth Gábor                     | Független jelölt          | 197             | 0,53     |
| Varga Zsolt                    | ÚDP                       | 22              | 0,06     |

### 2018
| Jelölt neve          | Jelölő szervezet    | Kapott szavazat | Százalék |
| -------------------- | ------------------- | --------------- | -------- |
| Bodai Istvánné       | EU.ROM              | 26              | 0,06     |
| Buzás Benedek Géza   | SZEM                | 90              | 0,21     |
| Filák Péter          | LMP                 | 835             | 1,98     |
| Horváth András       | SEM                 | 87              | 0,21     |
| Kolesznyikov Oleg    | HAJRÁ MAGYARORSZÁG! | 38              | 0,09     |
| Mészáros Géza József | MSZP, PÁRBESZÉD     | 3029            | 7,17     |
| Móring József Attila | FIDESZ, KDNP        | 21 892          | 51,85    |
| Steinmetz Ádám       | JOBBIK              | 15 695          | 37,18    |
| Szabó Lászlóné       | MCP                 | 92              | 0,22     |
| Szilágyi Zsolt       | ÖP                  | 78              | 0,18     |
| Tóth Gábor           | Független jelölt    | 357             | 0,85     |